# 사지드 칸
사지드 칸(Sajid Khan, 1951년 12월 28일 ~ 2023년 12월 22일)은 인도의 배우, 각본가, 텔레비전 배우이다.

## 출연

### 영화
- 더블갱저스 (2014년)
- 더 브레이브 (2013년)
- 하우스풀 2 (2012년)
- 하우스풀 (2010년)
- 헤비 베이비 (2007년)
- 게팅 스케얼드 이즈 네서세리 (2006년)
- 마야 (1966년)
- 어머니 인도 (1957년)